# Xanthophryne tigerina
Espèce
Statut de conservation UICN

 CR B1ab(iii,v)+2ab(iii,v) : 
En danger critique
Xanthophryne tigerina est une espèce d'amphibiens de la famille des Bufonidae.

## Répartition
Cette espèce est endémique du Maharashtra en Inde. Elle se rencontre à Amboli vers 720 m d'altitude dans les Ghâts occidentaux.

## Description
Les mâles mesurent de 27,8 à 32,9 mm et les femelles de 33,3 à 35,3 mm.

## Publication originale
- Biju, Van Bocxlaer, Giri, Loader & Bossuyt, 2009 : Two new endemic genera and a new species of toad (Anura: Bufonidae) from the Western Ghats of India. BMC Research Notes, vol. 2, no 241, p. 1-10 (texte intégral).